# Diane chasseresse (Renoir)
Pour les articles homonymes, voir Diane chasseresse.
Diane chasseresse est un tableau réalisé par le peintre français Auguste Renoir en 1867. De format vertical, cette huile sur toile est une peinture mythologique qui représente Diane regardant à ses pieds une biche morte qu'elle vient de chasser avec l'arc qu'elle tient. Originellement conçue comme une étude de nu, l'œuvre a sans doute pour modèle l'amante de l'artiste, Lise Tréhot, que finalement il transforme en déesse romaine en vue de pouvoir l'exposer. Elle est quand même refusée par le Salon de peinture et de sculpture de Paris. Léguée par Chester Dale, elle est conservée depuis 1963 à la National Gallery of Art, à Washington, aux États-Unis.